# نسبة الغاز في النفط

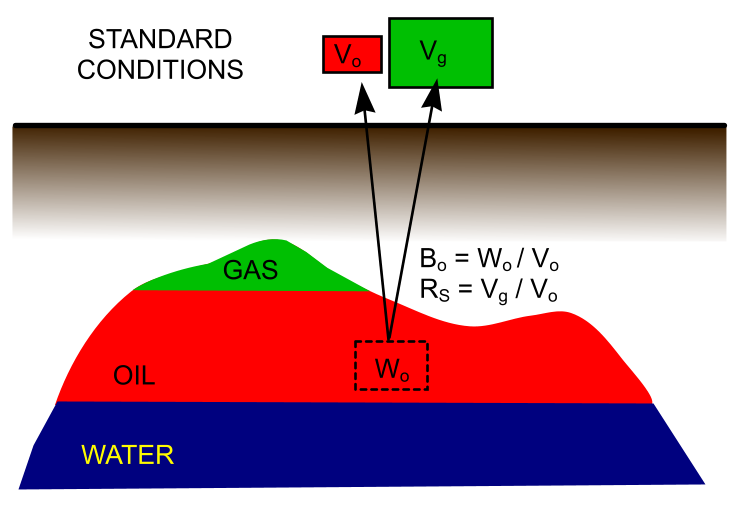

نسبة الغاز في النفط(اختصار:GOR) هي النسبة بين كمية الغاز الطبيعي الناتجة من الانحلال إلى كمية النفط في الظروف القياسية.

## كيفية القياس
هناك نقطة للتحقق مما إذا كان يتم قياس كمية النفط قبل أو بعد خروج الغاز من الانحلال؛ لأن حجم النفط سيتقلص عند خروج الغاز. انحلال الغاز وتقلص كمية النفط سيحدث في العديد من المراحل في مسار دفق الهيدروكربون من الخزان من خلال حفرة البئر ومن ثم تجهيز المصنع للتصدير.
بالنسبة للزيوت الخفيفة أو الغنية بمكثفات الغاز، نسبة الغاز في النفط النهائية لتدفق الصادرات تتأثر بشدة بالكفاءة حيث يقوم مصنع التجهيز بفصل السائل عن الغاز. ويمكن حساب نسبة الغاز في النفط من حجم الصادرات التي لا تكون في الظروف القياسية.
في ولايتي تكساس وبنسيلفانيا، التعريف القانوني للبئر هو الذي تكون فيه نسبة الغاز في الزيت أكبر من 100000 قدم3/برميل.

## وحدة القياس
نسبة الغاز في النفط هي نسبة بعدية بوحدات مترية، ولكن بالوحدات الميدانية، تقاس بوحدة قدم3(من الغاز الطبيعي)/برميل(من النفط).